# Serbie-et-Monténégro aux Deaflympics
La Serbie-et-Monténégro résulte de l'ancienne Yougoslavie en 2003 et participe aux Deaflympics d'été de 2005. Puis à la suite de l'indépendance de la Serbie et du Monténégro courant 2006, les Deaflympics suivants sont disputés par ces deux nations distinctes.
Les trois athlètes de l'équipe ont pris part à une discipline : la lutte. 
Et c'est la seule participation de la Serbie-et-Monténégro aux Deaflympics.

## Bilan général
L'équipe de Serbie-et-Monténégro obtient 2 médailles des Deaflympics.
| Année | Médaille d'or, Jeux olympiques | Médaille d'argent, Jeux olympiques | Médaille de bronze, Jeux olympiques | Total | Rang |
| 2005  | 1                              | 0                                  | 1                                   | 2     | 26e  |

## Sources
- L'équipe de Serbie-et-Monténégro